# Одна ночь в Осло
«Одна ночь в Осло» (норв. Natt til 17.) — норвежский фильм режиссёра Эйрика Свенссона.

## Сюжет
История про двух друзей, Сэма и Амира. Сэму нравится бывшая девушка Амира — Тея, но Амир не может смириться с этой новостью и начинает мстить… Смогут ли Сэм и Амир снова стать друзьями?

## В ролях
| Актёр             | Роль |
| ----------------- | ---- |
| Тея Софи Лок Несс | Тея  |
| Мохамед Альгул    | Амир |
| Самакаб Омар      | Сэм  |